# 部屋コン!
『部屋コン!』（へやコン）は、2010年12月4日（12月3日深夜）から2011年2月26日（2月25日深夜）までテレビ東京で放送されていたジェイ・ディー・グローブ製作のバラエティ番組である。レオパレス21の一社提供。全13回（全6話）。放送時間は毎週土曜 1:53 - 2:00 （金曜深夜、日本標準時）。

## 概要
毎回ある部屋に初対面の若い男女4人が集まり、その中の3人（同性同士）が部屋の住人である残りの1人（異性）との「甘い時間」を過ごす権利を賭けて勝負を繰り広げていた。何で勝負をするのかは、テレビモニターに映し出される「ミッションメール」によって決められていた。
番組は基本的に放送2回分を1話とする方式で、第1回で1人が脱落し、第2回でもう1人脱落者が決まり、残った1人が住人との甘い時間を過ごすというパターンで進行していた。そして1話が終了するごとに出演メンバーが入れ替わっていた。出演者は全員芸能人もしくは芸能人志望者で、男女の組み合わせは男1人・女3人もしくは女1人・男3人のいずれかだった。長州小力が出演した2011年2月12日（11日深夜） - 2月26日（25日深夜）放送分のみ男1人・女4人という組み合わせで、3回分を使って放送された。

## スタッフ
- ナレーション：松本考平
- 撮影：WHAT's UP
- 製作：ジェイ・ディー・グローブ
- 構成・脚本・演出：島村泰朗
- プロデューサー：君塚太一